# عباس مهرپویا (خواننده)
عباس مهرپویا (۶ تیر ۱۳۰۶ – ۴ خرداد ۱۳۷۱) خواننده، مبتکر موسیقی تلفیقی، موسیقی‌دان، آهنگساز، تنظیم‌کننده، جهانگرد و دکوراتور ایرانی بود.

## زندگی‌نامه
مهرپویا در ششم تیرماه ۱۳۰۶ در محله عین‌الدوله تهران در خانوادهٔ اصیل تهرانی متولد شد، پدرش غلامحسین مهرپویا سرهنگ ارتش و مادرش عفت رفیعی بود.

### موسیقی و خوانندگی
در دوران نوجوانی علاقه بسیاری به هنر، خصوصاً موسیقی و هنرهای دستی داشت، مهرپویا ابتدا قدم در عالم موسیقی گذاشت و با فراگیری ساز عود کار خود را آغاز کرد.
عود را نزد نوازنده عرب‌تبار به نام احمدعلی شروع کرده و به سرعت با توجه به علاقه و استعداد ذاتی‌اش، در نواختن این ساز مهارتی خاص پیدا نمود. همچنین در نمایش‌های پیش‌پرده‌خوانی معروفی که در دهه ۲۰ در تهران مرسوم بود، بازی می‌کرد و در حین اجرا ساز عود نیز می‌نواخت.
در سال ۱۳۳۱ توسط دوستانش در جامعه باربد به سینمای آن روز دعوت شد و در فیلم دزد عشق به عنوان بازیگر و همچنین آهنگساز موسیقی متن فیلم همکاری نمود، او پس از بازی در این فیلم توسط حسین مدنی از نخستین فیلم‌سازان تاریخ سینمای ایران دعوت شد تا برای اولین فیلم سینمایی‌اش به نام جدال با شیطان، ساخت و اجرای موسیقی متن آن را برعهده گیرد.
در قدم بعدی مهرپویا یادگیری گیتار را نزد استادی ایتالیایی به نام ارماندو شروع کرد و بعد از مدتی، پس از آشنایی با گیتارنواز بزرگ آلمانی به نام اروین موره در تهران نواختن گیتار را به‌طور حرفه‌ای نزد او ادامه داد و توانست جزو بهترین گروه‌های موسیقی پاپ آن سال‌ها گردد.
او نخستین کار جدی‌اش در این زمینه را در سال ۱۳۳۶ با اجرای قطعه‌ای به نام کلبه سرخ پوستان و معرفی گیتار الکتریک در یکی از انجمن‌های هنری تهران شروع کرد.
مهرپویا و گروه ۳م جزو اولین گروه‌هایی محسوب می‌شد که برای اولین‌بار در ایران به اجرای موسیقی پاپ با گیتار الکتریک پرداختند.
مهرپویا به‌همراه نواختن ساز گاهی زمزمه‌هایی در عالم تنهایی خود داشت، که به تدریج او را علاقه‌مند به اجرا و خوانندگی کرد، صدای او از جنس باس–باریتون بود که با توجه به محدود بودن این نوع جنس صدا در بین خوانندگان آن دوره از جایگاه ویژه‌ای در موسیقی ایران برخوردار بود و خیلی زود مورد توجه و تشویق گروهی و بالطبع مورد انتقاد گروهی دیگر قرار گرفت، اما او به راهش ادامه داد و از این تشویق‌ها و انتقادات برای بهتر شدن کارهایش بهره برد.
در آن دوران ترانه‌ای را با بهره‌گیری از سبکی خاص به همراه شعری از شاعر نام آشنای آن دوره مهدی حمیدی شیرازی به نام مرگ قو اجرا کرد و به بازار عرضه نمود، که با استقبال فراوانی روبرو شد.
مهرپویا بعدها به هندوستان سفر کرد، و در جهت آشنایی با موسیقی آن کشور و یادگیری ساز سی‌تار که تا آن زمان یک ساز هندی محسوب می‌شد، مدت‌ها تحت آموزش اساتید مختلف و نیز مشاوره و راهنمایی سی‌تار نواز نام آشنای هندی راوی شانکار قرارگرفت.
مهرپویا در بازگشت به ایران این ساز اصیل ایرانی را که بر طبق مدارک تاریخی توسط امیرخسرو دهلوی از ایران به هند برده شده و کم‌کم از موسیقی ایرانی خارج شده بود، بار دیگر وارد موسیقی ایران کرد، که موفقیت‌های زیادی را در این زمینه کسب کرد.
در ادامه راه خوانندگی‌اش همواره می‌کوشید تا با بهره‌گیری از دستاوردهای سفرهایش به دیگر کشورها و آشنایی با فرهنگ و موسیقی آن‌ها آهنگ‌هایی را با سبکی خاص و نو بسازد، مهرپویا از دهه ۴۰ به بعد آهنگ‌های بسیار متفاوتی را با نوای ساز سی‌تار و صدا و سبک خاص خویش ارائه کرد. او در زمان خود تنها نوازنده چیره‌دست ساز سی‌تار در ایران بود و با تسلطی که بر آن داشت، کوشید که نوای این ساز را با موسیقی پاپ ایرانی تلفیق ساخته و ملودی‌های تازه‌ای را خلق نماید، از آن به عنوان موسیقی تلفیقی یاد می‌شود که مهرپویا از پیشگامان آن در ایران بود.
همچنین او ترانه‌هایی را با الهام از طبیعت ساخت به عنوان مثال:
ترانه قایقرانان با الهام از صدای واقعی امواج دریا و پارو است، یا نسیمِ عشق (باد وحشی) که با وزش طبیعی باد همراه است؛ که بسیار مورد توجه طرفدارانش بود.
مهرپویا اکثر ملودی‌های ترانه‌هایی را که اجرا کرده خودش ساخته‌است. و از کلام شعرایی چون: تورج نگهبان ،پرویز وکیلی، داریوش روشن، وحید ادیبی، کریم فکور، فریبرز امیرابراهیمی، معینی کرمانشاهی، نواب صفا، بیژن ترقی، شهیار قنبری و… استفاده کرده.
در سال ۱۳۴۰ دفتر کار خود را با عنوان «دکوراسیون موزیک مهرپویا» در سه‌راه شاه بنا کرد، که علاوه‌بر بخش موسیقی که برای آموزش سازهایی از جمله: گیتار، سی‌تار، عود و همچنین آموزش آواز به هنرجویان در نظر گرفته بود، قسمتی دیگر را به حرفه دکوراسیون و هنرهای دستی‌اش اختصاص داده بود.

### جهانگردی
او به دلیل یکنواختی موسیقی پاپ ایرانی و علاقه به فرهنگ و هنر دیگر کشورها؛ سفرهایی را به منظور تحقیق و گردآوری اطلاعات جدید و جامع در بخش‌های مختلف آغاز کرد.
به کشورهایی چون مصر، بلژیک و هندوستان سفر کرد، او بعد از ماه‌ها زندگی در هند و آموختن ساز سی‌تار در نزد بزرگان آن دیار و آشنایی با فرهنگ و آداب رسوم خاص و گوناگونِ این کشور پهناور با دستی پر از مطالب جالب و تصاویر به ایران بازگشت.
از جمله این مطالب آشنایی با رقص کلاسیک هندی (کاتاک) و ملاقات و مصاحبه با هنرپیشه و رقصنده معروف هندی ویجینتی مالا در این رشته بود.
سپس سفرهایش را به کشورهای دیگری از جمله: آفریقا ،ژاپن ،چین، آمریکا ،جزایر هاوایی، جزایر ساموا در فیجی، پرتغال، جزایر سلیمان، اسپانیا و تهیه گزارش‌هایی از بومیان آفریقایی، سرخ پوستان و غیره ادامه داد.
او ضمن اینکه از هر سرزمینی که دیدن می‌کرد به ایده‌هایی نو و تازه برای کارهای هنری خود، به خصوص در زمینه موسیقی و کارهای دستی، دست پیدا می‌کرد. تعدادی از مطالب تهیه شده و عکس‌ها به صورت مقاله در بسیاری از مجلات آن روزها به چاپ رسیده‌است.

### هنرهای دستی و دکوراسیون
مهرپویا علاوه‌بر موسیقی از سال‌های نوجوانی به هنرهای دستی و دکوراسیون بسیار علاقه‌مند بود.
اولین نمایش خلاقیت‌اش را در ساخت کلبه سرخ پوستان بومی آمریکا در تهران در معرض دید همگان گذاشت، که در آن سال‌ها با استقبال ویژه‌ای روبه‌رو شد.
درهمین راستا بعدها کلبه ژاپنی را که نشانگر فرهنگ سرزمین کشور آفتاب تابان (اصطلاحی که در آن سال‌ها برای کشور ژاپن عنوان می‌شد) بود را به نمایش گذاشت و از طرف سفارتخانه مربوطه مورد تحسین و تشویق قرارگرفت.
اولین کارهای دستی‌اش را با سنگ‌های رودخانه و با تزیین آن‌ها بر روی گلدان‌ها و ظروف شروع کرد. او برای این کار ساعت‌های اولیه طلوع خورشید، به کنار رودخانه‌ها می‌رفت و سنگ‌ها را دراندازه‌های مختلف جمع‌آوری و به کارگاه کوچکی که در منزل داشت منتقل می‌کرد و با چسباندن آن‌ها به گلدان‌ها و ظروف سفالین کارهای زیبایی خلق می‌کرد. در همین زمینه یک سری کارهای دستی با چوب درختان انگور به وجود آورد که امروزه هم از این نوع کار در تزیین گل‌ها در گلفروشی‌ها استفاده می‌شود.
مهرپویا بعدها برای کارها و هنرهای دستی خود، کارگاه بزرگتری را در نظر گرفت و کار با چوب و فلز را با هماهنگی زیبایی همراه ساخت. کارهای دستی خود را با مارک (Mehrpouya) به بازار صنایع دستی عرضه می‌کرد.
از دیگر کارهای مهرپویا در این زمینه می‌توان به نمایش شوی لباس، کیف و کفش که با بهره‌گیری از برگ‌های زرد و قرمز پاییزی درختان بود اشاره کرد.
مهرپویا در سال‌های دهه ۵۰ با همکاری همسرش فهیمه مهرپویا نمایشگاهی از صدف و چوب‌های دریایی و به‌طور کلی از پس آوردهای امواج دریا، ترتیب داد که شروع این نمایشگاه با افتتاح گالری مهرپویا در سال ۱۳۵۵ و با حضور جمع کثیری از هنرمندان و صاحب نظران همراه بود، همچنین مجلات آن روز تهران هر کدام صفحاتی را به کارهای این نمایشگاه اختصاص داده بودند، او درِ این نمایشگاه را به روی عموم باز گذاشت و تا سال‌های بعد از انقلاب نیز بازدید از این مجموعه و گالری مهرپویا به صورت رایگان ادامه داشت.
مهرپویا به عنوان دکوراتوری موفق، در طراحی، تزیین و دکوراسیون داخلی بسیاری از مکان‌ها و جشن‌های مطرح در زمان خود همکاری داشت. هنوز هم فضاهایی در تهران موجود است که از طراحی و هنر او بر جای مانده.

### زندگی شخصی
مهرپویا در آبان ۱۳۵۷ با هنرجوی کلاس گیتارش، فهیمه ملک ازدواج کرد، که حاصل این پیوند فرزند پسری‌ست با نام خودش عباس مهرپویا که در سال ۱۳۶۰ در تهران به دنیا آمد.

### بعد از انقلاب ۱۳۵۷ ایران
مهرپویا همانند جمع کثیری از هنرمندان ایرانی، در بعد از انقلاب اسلامی از ادامه فعالیت بازماند و کم‌کم از عرصه موسیقی فاصله گرفت و آموزشگاه موسیقی او نیز پس از مدت کوتاهی تعطیل گردید.
اما بازدید از گالری مهرپویا و کارهای دستی او تا سال‌های آخر حیات وی به‌طور رایگان ادامه داشت و در این سال‌ها مهرپویا در کنار خانواده‌اش در ایران زندگی کرد.
آخرین کار هنری او در بخش موسیقی، بعد از سال ۱۳۵۷ همکاری او با مجید انتظامی در موسیقی متن فیلم بایسیکل‌ران می‌باشد، که در آن نوای سی‌تار او برای آخرین بار به گوش می‌رسد.

### درگذشت

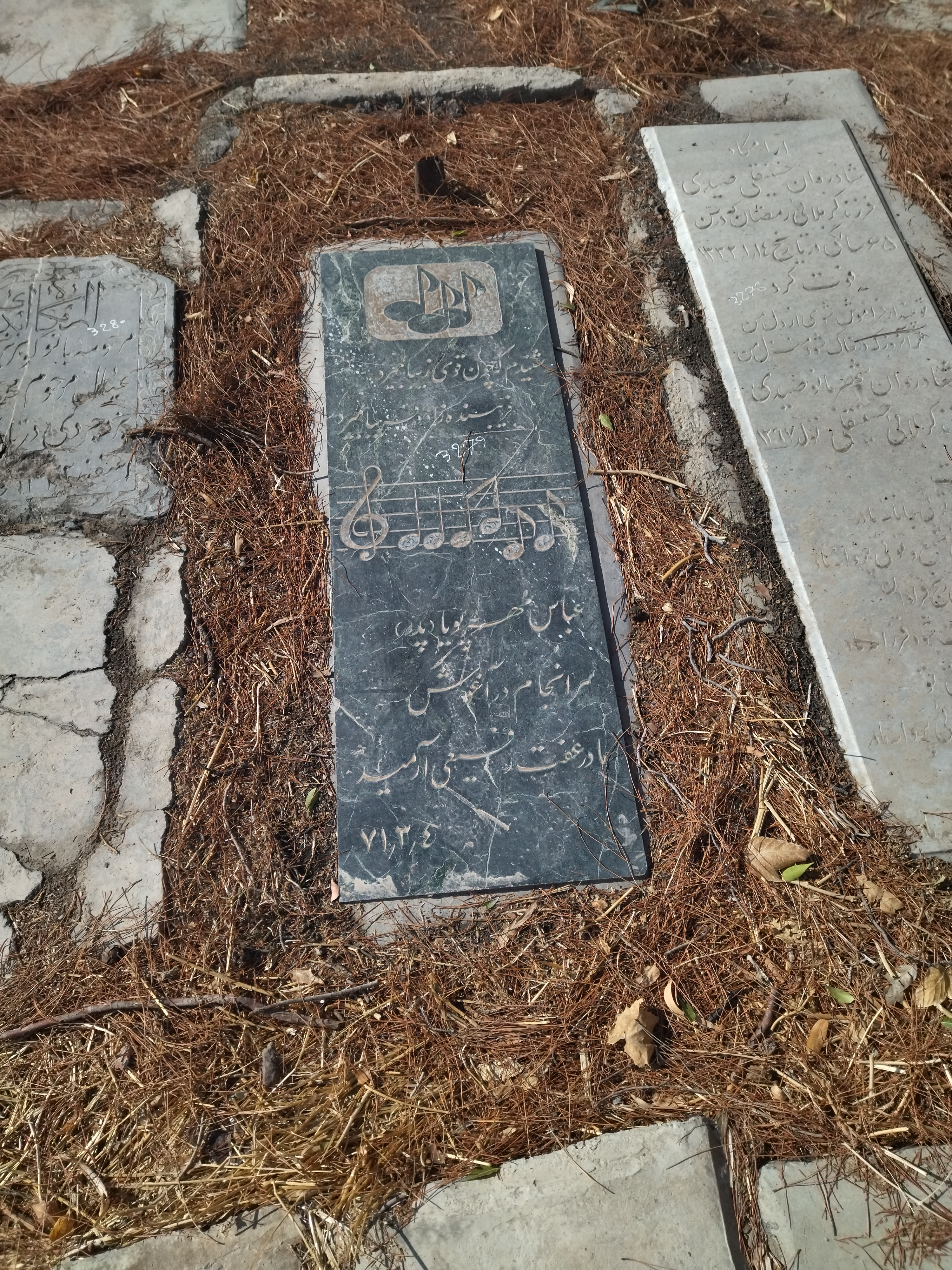
مزار عباس مهرپویا در امامزاده عبدالله شهرری

سرانجام مهرپویا در ۴ خرداد ۱۳۷۱ در سن ۶۴ سالگی بر اثر ابتلا به سرطان، پس از تحمل دو سال بیماری درگذشت. پیکر او در امامزاده عبدالله شهرری با حضور جمعی از هنرمندان و دوستدارانش به خاک سپرده شد.

## آثار هنری

### آلبوم‌ها و تک‌آهنگ‌ها
از مهرپویا صدها صفحه گرامافون و چهار آلبوم به صورت کاست منتشر شده‌است. سه آلبوم با جمع‌آوری تک‌آهنگ‌هایی است که در گذشته به روی صفحه گرامافون ارائه شده بود و یکی از آلبوم‌ها «موزیک بدون کلام» است. که مجموعاً در سال ۱۳۵۵ از شرکت کاسپین در ایران منتشر و به بازار عرضه شده‌است.
این آلبوم‌ها به ترتیب عبارتند از:
| آلبوم           | سال تولید | آهنگساز      | ترانه سُراها                                                                                      |
| --------------- | --------- | ------------ | ------------------------------------------------------------------------------------------------ |
| مرگ قو          | ۱۳۵۵      | عباس مهرپویا | مهدی حمیدی شیرازی، تورج نگهبان، پرویز وکیلی، عادل خلعتبری، معینی کرمانشاهی، کریم فکور، بیژن ترقی |
| قایقران         | ۱۳۵۵      | عباس مهرپویا | تورج نگهبان، پرویز وکیلی، شهابی، فرامرز امیر ابراهیمی، سلطانپور، وحید ادبی                       |
| قبیله لیلی      | ۱۳۵۵      | عباس مهرپویا | داریوش روشن، پرویز وکیلی، شهیار قنبری، سیما، وحید ادبی، یگانه شاهمیری، محمد بهلول                |
| موزیک بدون کلام | -         | عباس مهرپویا |                                                                                                  |

| نام ترانه               | ترانه‌سرا    | آهنگساز          | تنظیم           | سال انتشار |
| ----------------------- | ----------- | ---------------- | --------------- | ---------- |
| پرستاری                 | پرویز وکیلی | کامبیز مژدهی     |                 | ۱۳۳۶–۱۳۳۷  |
| لالایی                  | آرین پور    | عباس مهرپویا     |                 | -          |
| تشنه محبت (چاچا)        | تورج نگهبان | موسیقی اسپانیایی |                 | -          |
| تو بمانی و من           | تورج نگهبان | باب اعظم         |                 | -          |
| تو کجایی                | تورج نگهبان | آهنگ ایتالیایی   | آلواروسباستیان  | ۱۳۳۸       |
| رقص گل‌ها                | تورج نگهبان | اروین موره       | اروین موره      | -          |
| صحرا                    | کریم فکور   | فانی             |                 | -          |
| سرگردان (اجرا در رادیو) | مولانا      | عباس مهرپویا     |                 | ۱۳۵۶       |
| دلم گرفته همچو ابر      | داریوش روشن | عباس مهرپویا     |                 | ۱۳۴۶       |
| مروارید شوم             | پرویز وکیلی | آلوارو سباستیان  | آلوارو سباستیان | -          |
| برگ ریزان               | تورج نگهبان | عباس مهرپویا     |                 | -          |
| باور کن                 | نواب صفا    | عباس مهرپویا     |                 | -          |
| موزیک سولانزارا         | -           | انریکوماسیاس     | عباس مهرپویا    | ۱۳۴۸       |
| موزیک مهاراجا دانس      | -           | عباس مهرپویا     | عباس مهرپویا    |            |
| موزیک سول راگا          | -           | عباس مهرپویا     | عباس مهرپویا    |            |
| موزیک جامبو آفریقا      | -           | عباس مهرپویا     | عباس مهرپویا    |            |
| موزیک کاتانگا           | -           | عباس مهرپویا     | مارسل           |            |

### تهیه و تکثیر غیرقانونی آثار مهرپویا
تمامی فعالیت‌هایی که در طول سال‌های بعد از ۱۳۵۷ در مورد تهیه، تکثیر، و توزیع آثار این هنرمند در ایران و چه در خارج از کشور انجام گرفته‌است، خانواده مهرپویا نقش و دخالتی نداشته و مجوزی هم به هیچ فرد یا سازمانی داده نشده‌است.

### آهنگسازی فیلم
| نام فیلم      | سال تولید | نوع همکاری       |
| ------------- | --------- | ---------------- |
| دزد عشق       | ۱۳۳۱      | آهنگساز و بازیگر |
| جدال با شیطان | ۱۳۳۲      | آهنگساز          |
| بایسیکل‌ران    | ۱۳۶۷      | نوازنده سی‌تار    |